# Wojnowo (powiat golubsko-dobrzyński)
Wojnowo – wieś w Polsce położona w województwie kujawsko-pomorskim, w powiecie golubsko-dobrzyńskim, w gminie Zbójno.

## Podział administracyjny
W latach 1975–1998 miejscowość należała administracyjnie do województwa włocławskiego.

## Demografia
Według Narodowego Spisu Powszechnego (III 2011 r.) wieś liczyła 208 mieszkańców. Jest ósmą co do wielkości miejscowością gminy Zbójno.